# Барт Ерман
Барт Дентон Ерман (англ. Bart Denton Ehrman; нар. 5 жовтня 1955) — американський біблеїст, професор релігієзнавства  Університету Північної Кароліни, доктор богослов'я, автор 30 книг, у тому числі трьох підручників. Наукові інтереси: текстологія  Нового завіту,  історична особистість Ісуса Христа, розвиток раннього християнства. У своїх роботах аргументує, що Ісус — реальна історична особа, яка існувала, і проповідник швидкого апокаліпсису, частина книг Нового Завіту написана не апостолами, а невідомими авторами, а сам склад канону Нового Завіту обумовлений соціальною боротьбою серед перших християн. Він також є автором шести бестселерів New York Times. В даний час професор релігієзнавства Джеймса А. Грея в університеті Північної Кароліни на Чапел-Хілл.

## Життєпис

### Раннє життя
Ерман виріс у Лоуренсі, штат Канзас, і відвідував середню школу Лоуренса, де у 1973 році був членом дебатної групи чемпіонів держави. Він почав вивчати Біблію, біблійну теологію та біблійні мови в Біблійному інституті Moody де після трьох років навчання отримав диплом у 1976 році. Є випускником коледжу Уітон в штаті Іллінойс 1978 року, де отримав ступінь бакалавра. Отримав ступінь доктора філософії (у 1985) та магістра богослов'я (Master of Divinity) у Прінстонської теологічної семінарії, де він вивчав текстову критику Біблії, розвиток новозавітного канону та новозавітних апокрифів у Брюса Мецгера. Йому присвоїли ступінь бакалавра і доктора як magna cum laude.

### Кар'єра
У книзі Зловмисне використання слів Ісуса Ерман розповідає про те, що народився згори, і у підлітковому віці став фундаменталістом. Він згадує, що був впевнений у своєму юнацькому ентузіазмі, що Бог надихнув формулювання Біблії та захистив її тексти від будь-яких помилок. Його бажання зрозуміти оригінальні слова Біблії привело його до вивчення стародавніх мов, зокрема грецької койне, та до текстової критики. Однак під час аспірантури він переконався, що в біблійних рукописах існують суперечності та розбіжності, які неможливо узгодити.
Він залишався ліберальним християнином протягом 15 років, але згодом став атеїстом-агностиком після боротьби з філософськими проблемами зла та страждань.
Ерман викладав в університеті Північної Кароліни на Чапел-Хілл з 1988 року, після чотирьох років викладання в університеті Ратгерса. В УНС він обіймав посаду директора аспірантури та кафедри релігієзнавства. Він був лауреатом викладацької премії JW Pope «Дух розслідування» 2009 року, Премію викладачів студентської програми UNC 1993 року, премії Філіппа та Рут Геттлман 1994 року за мистецькі та наукові досягнення, а також премії Боумана та Гордона Грея за досконалість у викладанні.
В даний час Ерман виступає співредактором серії «Нові завіти Інструменти, дослідження та документи» (E.J. Brill), головним редактором журналу Vigiliae Christianae, та кількох інших редакційних колегій журналів та монографій. Ерман раніше був президентом Південно-Східного регіону Товариства біблійної літератури, головою секції текстової критики Нового Завіту Товариства, редактором огляду книг «Журналу біблійної літератури» та редактором монографічної серії «Новий Завіт у грецьких отців» (Scholars Press).
Ерман широко виступає на всій території США та брав участь у багатьох публічних дебатах, включаючи дебати з Вільямом Лейн Крейгом, Дінеш Д'Суза, Майком Ліконою, Крейгом А. Евансом, Даніелем Б. Уоллес, Річард Свінберн, Пітер Дж. Вільямс, Джеймс Уайт, Даррелл Бок, Майкл Л. Браун, та Роберт М. Прайс.
У 2006 році він з'явився в доповідях Колберта та The Daily Show щоб просувати свою книгу «Зловмисне використання слів Ісуса», а в 2009 році знову з'явився у доповіді Колберта з виходом Jesus Interrupted. Ерман з'явився на каналі History, National Geographic Channel, Discovery Channel, A&E, Dateline NBC, CNN, NPR і на свіжому повітрі, і його твори були представлені в Time, Newsweek, The New York Times, The New Yorker і The Washington Опублікувати .

## Праці
Ерман широко писав про питання Нового Завіту та раннього християнства як на академічному, так і на популярному рівні, значна частина цього ґрунтується на текстовій критиці Нового Завіту. Його тридцять книг включають три підручники з коледжу та шість бестселерів New York Times: Misquoting Jesus, Jesus Interrupted, God's Problem, Forged, How Jesus Became God та The Triumph of Christianity. Продано понад два мільйони примірників його книг англійською мовою, які перекладені 27 мовами.
Зловмисне використання слів Ісуса, Ерман вводить текстову критику Нового Завіту. Він окреслює розробку новозавітних рукописів та процес та причину помилок рукопису у Новому Завіті.

## Рекомендована література
- Bart Ehrman Interpreted: How One Radical New Testament Scholar Understands Another, Durham, NC: Pitchstone Publishing (US&CA), 2018, ISBN 9781634311588, OCLC 1020301095